# Révész Lajos (tanár, 1854–1928)
Révész Lajos (Kiskunhalas, 1854. augusztus 1. – Budapest, 1928. augusztus 1.) állami kereskedelmi és polgáriskolai tanár. Révész Gyula állatorvos testvére.

## Élete
Révész Imre borbély és Lengyel Julianna fiaként született, 1854. augusztus 2-án keresztelték. Középiskolai tanulmányait Debrecenben 1873-ban végezte; polgári iskolákra képesítést nyert a nyelvészeti és történelmi szakcsoportokból; 1884-től rendes tanár volt a turócszentmártoni állami felső kereskedelmi iskolánál; tanított magyar nyelvet, földrajzot és történelmet a kereskedelmi és polgári iskolában. A felsőmagyarországi közművelődési egyesület és polgári iskola tanárok egyesületének tagja volt. 1887-ben feleségül vette Bock Ilonát Budapestről, aki 1912. december 20-án meghalt. Második neje Fidrus Józsa volt. 1928-ban hunyt el agyvérzésben.
A Felvidéki Hiradónak 1886-tól főmunkatársa volt. (1887. 47-49. sz. A népköltésről.) Szerkesztette a Felvidéki Hiradó c. társadalmi hetilapot 1887. szeptembertől a 37. számtól egyedül, novembertől a 45. számtól Fehér János társszerkesztővel 1893. február 19-ig Turócszentmártonban.

## Munkái
- A magyarországi középosztály házi nevelése napjainkban. Turócz-Szent-Márton, 1887.
- Igaz történetek. Uo. 1892.
- Antik és modern képek. Uo. 1897.